# Tennōki
Tennōki (天皇記), também conhecido como Sumera Mikoto no Fumi, é um texto histórico que se diz ter sido escrito em 620 por Shōtoku Taishi e Soga no Umako. Encontra-se no Nihon Shoki, mas desconhece-se que outras cópias existam.
De acordo com o Nihon Shoki,
Neste ano, Hitsugi no Miko e Shima no Ōomi trabalharam juntos no Tennōki e no Kokki, compondo a verdadeira história dos vários nobres da corte.
Durante o Incidente de Isshi em 645, a residência de Soga no Emishi (um sucessor de Soga no Umako) foi incendiada. O Nihon Shoki registra que o Kokki ardeu juntamente com o Tennōki, mas apenas o Kokki foi salvo.
No décimo terceiro dia, quando Soga no Emishi estava para ser morto, as chamas queimaram o Tennōki, o Kokki e os tesouros. Fune no Fubitoesaka rapidamente agarrou o Kokki em chamas e o presenteou a Naka no Ōe.
Em 2005, os restos de um edifício que pode ter sido a residência de Soga no Iruka foram descobertos em Nara. Esta descoberta é consistente com a descrição encontrada em Nihon Shoki.